# Método natural
Método natural é uma forma de aprendizado de línguas idealizado por Tracy Terrell e Stephen Krashen (1972; 1983). Tal método é inspirado nos princípios naturalísticos da aprendizagem de línguas, ou seja, os alunos aprendem de forma espontânea, seguindo uma ordem natural de aprendizagem. A ênfase é dada à exposição à língua (input) mais do que à prática, à preparação emocional do aprendiz e a um longo período de ouvir a língua antes de falar.
O método natural considera a comunicação como a função primordial da língua e o significado (comprehensible input ou insumo compreensível) mais importante do que a forma. Esse sistema de aprendizado é baseado nas teorias de aquisição da segunda língua de Krashen, que contém as seguintes hipóteses:
- Aquisição versus aprendizagem.
- A função do monitor na aprendizagem consciente, que funciona mediante as condições de tempo, foco na forma, conhecimento das regras gramaticais.
- A ordem natural de aquisição da segunda língua, que se assemelha à aquisição da primeira língua.
- O input: a relação entre a exposição do aprendiz à língua (comprehensible input), e a aquisição propriamente dita
- O filtro afetivo, ou elementos que interferem na aprendizagem da língua.